# Układ blokowy

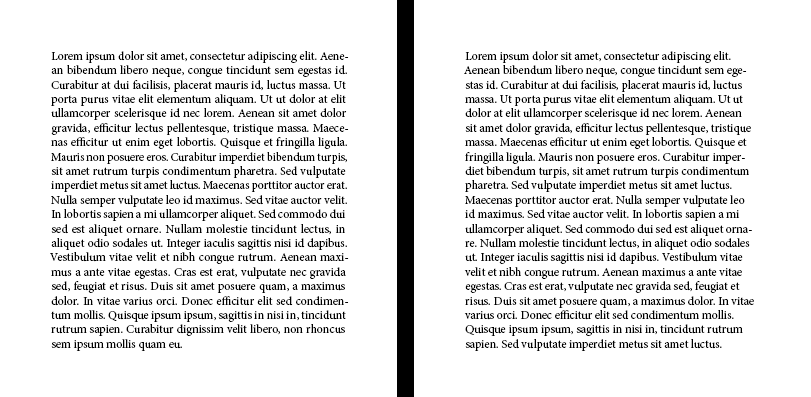
Układ blokowy (po lewej) i układ chorągiewkowy (po prawej)

Układ blokowy – kompozycja typograficzna, w której pewne partie treści (szczególnie w akcydensach) tworzą po lewej i po prawej stronie równą pionową krawędź. Taki skład nazywamy wyjustowanym lub wyrównanym obustronnie.
W układzie blokowym szerokość wszystkich wierszy jest jednakowa, wskutek czego odstępy międzywyrazowe mają różną wielkość. W wypadku złego, zbyt szerokiego lub zbyt wąskiego składu, odstępy międzywyrazowe zamieniają się w „dziury” rozrywające graficzną spójność wiersza.